# Horisme superans
Horisme superans är en fjärilsart som beskrevs av William Schaus 1913. Horisme superans ingår i släktet Horisme och familjen mätare. Inga underarter finns listade i Catalogue of Life.